# New Market (Virginia)
New Market es una localidad situada en el condado de Shenandoah, Virginia  (Estados Unidos). Según el censo de 2010 tenía una población de 2.146 habitantes.

## Demografía
Según el censo del 2000, New Market tenía 1.637 habitantes, 737 viviendas, y 431 familias. La densidad de población era de 316 habitantes por km².
De las 737 viviendas en un 22,1%  vivían niños de menos de 18 años, en un 45,5%  vivían parejas casadas, en un 10,3% mujeres solteras, y en un 41,4% no eran unidades familiares. En el 36% de las viviendas  vivían personas solas el 18% de las cuales correspondía a personas de 65 años o más que vivían solas. El número medio de personas viviendo en cada vivienda era de 2,13 y el número medio de personas que vivían en cada familia era de 2,72.
Por edades la población se repartía de la siguiente manera: un 18,4% tenía menos de 18 años, un 8,3% entre 18 y 24, un 25,7% entre 25 y 44, un 25,7% de 45 a 60 y un 21,9% 65 años o más.
La edad media era de 43 años.  Por cada 100 mujeres de 18 o más años  había 87,4 hombres.
La renta media por vivienda era de 32.365$ y la renta media por familia de 48.036$. Los hombres tenían una renta media de 29.750$ mientras que las mujeres 23.462$. La renta per cápita de la población era de 20.480$. En torno al 7,6% de las familias y el 12% de la población estaban por debajo del umbral de pobreza.

## Localidades adyacentes
El siguiente diagrama muestra a las localidades más próximas a New Market.